# مجزرة بارسالوغو 2024
مذبحة بارسالوغو عام 2024 هي مذبحة حدثت في 24 أغسطس 2024 قتل فيها ما يصل إلى 200 جندي ومواطن في بوركينا فاسو على يد جماعة نصرة الإسلام والمسلمين الجهادية المرتبطة بتنظيم القاعدة كجزء من التمرد المستمر في بوركينا فاسو ومنطقة الساحل.

## خلفية
بدءًا من أغسطس 2015، أدت الحرب المستمرة والصراع المدني بين حكومة بوركينا فاسو والمتمردين الإسلاميين إلى نزوح أكثر من مليوني شخص ومقتل ما لا يقل عن 10 آلاف مدني ومقاتل، وهو ما يمثل جزءًا من التمرد الأوسع في منطقة الساحل.
في منطقة بارسالوغو، بدأ الجهاديون في الاقتراب من مدينة كايا، التي تمثل آخر خط دفاعي بين المسلحين وعاصمة بوركينا فاسو واغادوغو. وتحسبًا للهجوم، جندت القوات المسلحة في بوركينا فاسو السكان القريبين لبناء خنادق على بعد حوالي 40 كيلومترًا (25 ميلاً) إلى الشمال من كايا للدفاع عن البؤرة الاستيطانية.

## الهجوم
في 24 أغسطس 2024، أطلقت مجموعة من مسلحي جماعة نصرة الإسلام والمسلمين النار على مجموعات من الأشخاص الذين كانوا في عملية حفر خنادق دفاعية حول المواقع الأمنية من أجل توفير الغطاء. أسفر إطلاق النار عن مقتل ما يصل إلى 200 شخص وإصابة ما لا يقل عن 140 آخرين، بما في ذلك النساء والأطفال. لم يتم التعرف على العديد من جنود بوركينا فاسو بعد الهجوم. استولى المهاجمون على عدة أسلحة بالإضافة إلى سيارة إسعاف يستخدمها جيش بوركينا فاسو.